# Choi Kyung-ah
Choi Kyung-ah (kor. 최경아  ur. 20 września 1968 w Korei Południowej) – południowokoreańska autorka manhw

## Prace
- 1996: Aroma
- 1996: Dreaming Lilac
- 1999: Love Nawara Dundan!
- 1999: Snow Drop
- 2001: Ice Kiss
- 2002: Youth
- 2003: Bibi
- 2003: Myeongtaeja Dyeon
- 2006: Ruby Doll
- 2008: Crazy Coffee Cat

## Życie prywatne
Urodziła się 20 września 1968 w Korei Południowej. Ma męża i syna Ji-ho.